# Cingular Wireless Premier Division

Vlag van Bermuda

De Cingular Wireless Premier Division, gesponsord door het Amerikaanse telefoniebedrijf Cingular Wireless, is de hoogste professionele voetbalcompetitie op het eiland Bermuda. De divisie is opgericht in 1963, en telt 8 teams.

## Teams
- Boulevard Community Club Blazers
- Dandy Town Hornets
- Devonshire Cougars
- North Village Rams
- PHC Zebras
- Somerset Eagles
- Somerset Trojans
- Southampton Rangers

## Winnaars
- 1963/64 : Young Men's Social Club
- 1964/65 : Young Men's Social Club
- 1965/66 : Young Men's Social Club
- 1966/67 : Somerset Cricket Club
- 1967/68 : Somerset Cricket Club
- 1968/69 : Somerset Cricket Club
- 1969/70 : Somerset Cricket Club
- 1970/71 : Pembroke Hamilton Club
- 1971/72 : Devonshire Colts
- 1972/73 : Devonshire Colts
- 1973/74 : North Village Community Club
- 1974/75 : Hotels International FC
- 1975/76 : North Village Community Club
- 1976/77 : Pembroke Hamilton Club
- 1977/78 : North Village Community Club
- 1978/79 : North Village Community Club
- 1979/80 : Hotels International FC
- 1980/81 : Southampton Rangers
- 1981/82 : Somerset Cricket Club
- 1982/83 : Somerset Cricket Club
- 1983/84 : Somerset Cricket Club
- 1984/85 : Pembroke Hamilton Club
- 1985/86 : Pembroke Hamilton Club
- 1986/87 : Somerset Cricket Club
- 1987/88 : Dandy Town
- 1988/89 : Pembroke Hamilton Club
- 1989/90 : Pembroke Hamilton Club
- 1990/91 : Boulevard Community Club
- 1991/92 : Pembroke Hamilton Club
- 1992/93 : Somerset Cricket Club
- 1993/94 : Dandy Town
- 1994/95 : Boulevard Community Club
- 1995/96 : Vasco da Gama FC
- 1996/97 : Devonshire Colts
- 1997/98 : Vasco da Gama FC
- 1998/99 : Vasco da Gama FC
- 1999/00 : PHC Zebras
- 2000/01 : Dandy Town Hornets
- 2001/02 : North Village Community Club
- 2002/03 : North Village Community Club
- 2003/04 : Dandy Town
- 2004/05 : Devonshire Cougars
- 2005/06 : North Village Community Club
- 2006/07 : Devonshire Cougars
- 2007/08 : PHC Zebras
- 2008/09 : Devonshire Cougars